# オヒギンス (装甲巡洋艦)

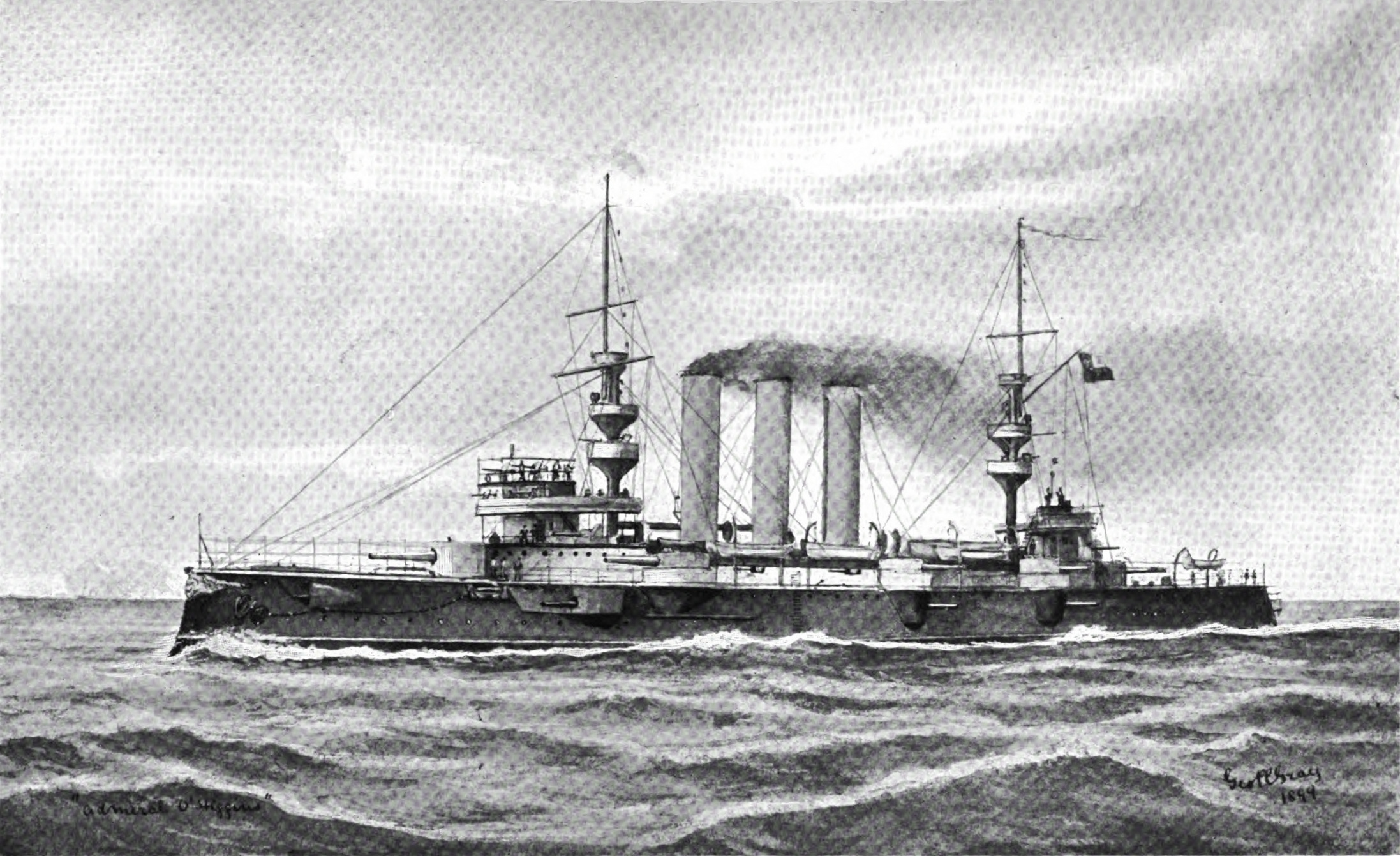

オヒギンス（O'Higgins）はチリ海軍の装甲巡洋艦。ヘネラル・オヒギンス（General O'Higgins）とする資料もある。
排水量8500英トン、または8476T(tons)、公試8234T(tons)、全長446フィート、垂線間長412フィート、または全長412フィート（125.6m）、垂線間長407フィート（124.1m）、幅62フィート9インチ（19.1m）。
機関はベルヴィール式水管缶30基、直立3段膨張機関、出力16250ihpで速力21.6ノット、または16500IHPで速力21.25ノット。公試では自然通風で15930IHP、21.48ノットを記録している。2軸推進。
装甲はハーヴェイ・ニッケル鋼で、装甲帯7から5インチ、防護甲板3インチから3から1と1/2インチ、主砲塔前面7インチ、後面5インチ、副砲塔及びケースメイト前面6インチ、後面5インチ、司令塔9インチ。
兵装はアームストロング45口径8インチ速射砲4門、アームストロング40口径6インチ速射砲10門、45口径4.7インチ速射砲4門、12ポンド速射砲10門、6ポンド速射砲10門、機関砲4門、魚雷発射管3門（水上1、水中2）。8インチ砲は単装砲塔で、艦前後と前の煙突の横に搭載された。
アームストロング・ホイットワース社エルジック造船所で建造。1896年3月発注。同年3月19日、または4月4日起工。1897年5月17日進水。1898年4月2日竣工。同年7月5日にチリに到着した。
パタゴニアの領有権をめぐるチリとアルゼンチンの対立が一時解消された後の1988年2月、両国の大統領は艦隊とともにマゼラン海峡へ向かった。この時のチリ側の艦隊は「オホギンス」と防護巡洋艦「Ministro Zenteno」、輸送船「Angamos」で構成されていた。
1903年、パナマ運河に関するアメリカ合衆国とコロンビアの対立の際に「オヒギンス」はパナマに派遣された。
1920年3月11日、イキケで商船「Llai Llai」と衝突し、「Llai Llai」は沈没した。
1920年8月24日、Mejillonesに碇泊していた「オヒギンス」に飛行機が衝突し、その操縦者が死亡した。
1931年9月1日、冬季演習の基地であったコキンボに碇泊中の戦艦「アルミランテ・ラトーレ」と「オヒギンス」で反乱が発生し、その後他の艦も反乱者に掌握された。「オヒギンス」では抵抗した者が反乱者2名を負傷させ、自身も負傷した。9月7日に反乱は終わったが、「オホギンス」は最後まで反乱者が残った艦であった。「オヒギンス」と駆逐艦及び潜水艦乗員の軍法会議では7名が死刑、10名が終身刑などなったが、厳罰に対する世論の反発は強く、それらは減刑された。
1946年や1954年に廃棄されたとも、1958年に売却されたともされる。